# صالح درويش
صالح درويش 1936 في طرابلس بلبنان - وتوفي عام 1993 ووري الثرى في منطقة الدريكيش، كان شاعراً سورياً من ريف اللاذقية درس في كتّاب ومدارس طرابلس إلى غاية الثانوية، سافر بعدها إلى سوريا وأكمل دراسته ونال إجازة اللغة الفرنسية وآدابها من جامعة دمشق وقضى سنة في الدراسات العليا بقسم التعريب والترجمة الفورية.

## حياته العملية
اشتغل صالح درويش في مجال التدريس ثم بعدها في بريد وبرق مدينة اللاذقية، كما اشتغل محاسباً ومترجماً في مؤسسة معامل الدفاع وكذلك في وزارة الثقافة السورية في المركز الثقافي العربي بدمشق أبي رمانة ومن ثم المعهد العالي للفنون المسرحية بدمر، بدأ الشعر في سن مبكرة كما أنه كان يكتب المقالات والخواطر، مثل سوريا في مهرجان الشعر العالمي السادس والعشرين في مقدونيا عام 1987، وأيضا في اللقاء الدولي السادس عشر للمترجمين والأدباء في مدينة تيتوفو، ومنعته جراحة القلب من حضور مهرجان الشعر العالمي السابع والعشرين في الهند. ترجمت بعض من أشعاره إلى اللغات الفرنسية والأسبانية والرومانية، والفنلندية، والمقدونية، والصربو كرواتية والإنكليزية، كما قام بترجمة العديد من نصوص الشعر الأوروبي كذلك قصائد للشاعرة الأمريكية لورا بوس صاحبة مجلة ليبس. وقام بالكثير من الدراسات النقدية كونه كان مطلعاً بارزاً على أدب أوروبا الشرقية وله دراسة أثارت جدلاً كبيراً حول تأثر الشاعر أدونيس بشاعر بلغاري.
كما عمل لمدة أربعة أشهر من عام 1958 في بريد وبرق اللاذقية، فمترجماً ومحاسباً لعدة أشهر في مؤسسة معامل الدفاع. في أيار من عام 1962 التحق بوزارة الثقافة، واستمر في عمله الوظيفي في الوزارة المذكورة حتى وفاته.
كما أنه عضو مؤسس في اتحاد الكتاب العرب، كما ساهم من قبل في تأسيس اتحاد الطلبة عند قيام ثورة الثامن من آذار

## دواوينه الشعرية
- شرر ودم 1954طرابلس
- أشياء عذبة 1961 دمشق
- فجر الكادحين 1971بغداد
- الإبحار في سفن الدهشة 1977
- لو تفتحين لي قلب البحر 1981
- ماء للقتلى 1984
- ضوضاء الصمت 1990
- زاوية صحفية دورية بعنوان مذكرات جندي. في الستينات.

1. ↑  كامل سلمان الجبوري (2003). معجم الأدباء من العصر الجاهلي حتى سنة 2002م. بيروت: دار الكتب العلمية. ج. 3. ص. 180. ISBN:978-2-7451-3694-7. LCCN:2003489875. OCLC:54614801. OL:21012293M. QID:Q111309344.